# Urbanus Rhegius

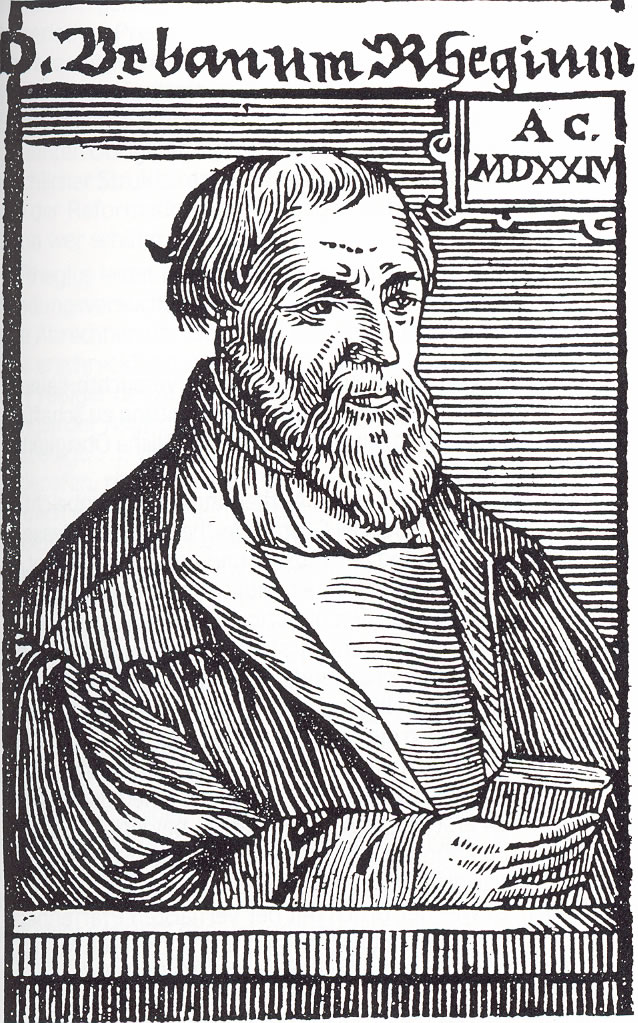
Urbanus Rhegius

Urbanus Rhegius (Langenargen, mei 1489 – Celle, 23 mei 1541; eigenlijk Urban Rieger) was een Duits theoloog en Reformator, zowel actief in noordelijk als zuidelijk Duitsland, teneinde de Lutherse eenheid in het Heilige Roomse Rijk te bevorderen.

## Leven
Rhegius was de zoon van Konrad Rieger, een priester uit Langenargen. Hij studeerde in Freiburg im Breisgau, Ingolstadt, Tübingen en Bazel, bij Johannes Eck. In 1519 werd hij tot priester gewijd in Konstanz, en in 1520 werd hij beroepen tot plebaan in Augsburg.
Na zijn aanstelling koos hij nog plichtsgetrouw de pauselijke kant in diens bul Exsurge Domine tegen Maarten Luther. Maar tegelijk stelde hij zich wel kritisch op tegenover de "handel" in aflaten, waarmee hij al gauw in conflict kwam met de kerkelijke autoriteiten. Toen Rhegius in 1521 het in een publicatie openlijk voor Luther opnam, werd hij door de kerk van zijn ambt ontheven. Enige tijd werkte hij vervolgens als kapelaan in Hall in Tirol om in 1524 in Augsburg terug te keren als Evangelisch-Lutherse predikant.
De volgende jaren publiceerde Rhegius onder ander een geschrift tegen Andreas Karlstadt en een geschrift tegen het lijfeigenschap. In de Avondmaalsstrijd tussen Luther en Zwingli speelde hij een bemiddelende rol. Hij werkte mee aan de totstandkoming van de Confessio Augustana voor de Rijksdag van Augsburg (1530).
In 1530 werd Rhegius door Hertog Ernst I van Brunswijk-Lüneburg aangesteld om vanuit Celle de opleiding van predikanten ter hand te nemen en theologische leerboeken te ontwikkelen. 
Rhegius was een verklaard tegenstander van de wederdopers, waaraan hij een aantal publicaties wijdde. Hij nam het op voor de Joodse gemeenschap in Braunschweig.
Rhegius had een uitgebreid netwerk onder protestantse theologen in zijn tijd die hij ontmoette en waarmee hij correspondeerde. Rhegius had daarbij vaak een bemiddelende rol. Prominente reformatoren waarmee hij in contact stond waren onder andere Maarten Luther, Johannes Eck, Huldrych Zwingli, Philipp Melanchthon, Sebastian Castellio. Hij stond bovendien op goede voet met bestuurders als Hertog Ernst I van Brunswijk-Lüneburg, Landgraaf Filips I van Hessen en de burgemeester van Hannover, Anton von Berckhusen.

## Publicatie (selectie)
- Nova doctrina, 1526
- Die new leer sambt jrer Verlegung, 1527
- Seelenarznei, 1529
- Formulae quadam, 1535
- Dialogus von der schönen Predigt, 1536

## Biografieën
- Dietmar Lamprecht: Urbanus Rhegius: der vergessene Reformator der Lüneburger Heide ; eine Erinnerung. Missionsbuchhandlung, Hermannsburg 1980. ISBN 3-87546-024-3
- Prof. Eduard Hindelang (Hrsg.), Walter König: Der Reformator Urbanus Rhegius - Chronik einer Familie zwischen Langenargen und Finkenwerder. ISBN 3-00-019682-X